# Murdock (Minnesota)
Murdock és una població dels Estats Units a l'estat de Minnesota. Segons el cens del 2000 tenia 303 habitants.

## Demografia
Segons el cens del 2000, Murdock tenia 303 habitants, 126 habitatges, i 77 famílies. La densitat de població era de 208,9 habitants per km².
Dels 126 habitatges en un 32,5% hi vivien nens de menys de 18 anys, en un 49,2% hi vivien parelles casades, en un 11,1% dones solteres, i en un 38,1% no eren unitats familiars. En el 34,9% dels habitatges hi vivien persones soles el 17,5% de les quals corresponia a persones de 65 anys o més que vivien soles. El nombre mitjà de persones vivint en cada habitatge era de 2,4 i el nombre mitjà de persones que vivien en cada família era de 3,15.
Per edats la població es repartia de la següent manera: un 30% tenia menys de 18 anys, un 7,9% entre 18 i 24, un 27,1% entre 25 i 44, un 14,5% de 45 a 60 i un 20,5% 65 anys o més.
L'edat mediana era de 35 anys. Per cada 100 dones de 18 o més anys hi havia 96,3 homes.
La renda mediana per habitatge era de 28.750 $ i la renda mediana per família de 40.000 $. Els homes tenien una renda mediana de 25.781 $ mentre que les dones 16.477 $. La renda per capita de la població era de 17.011 $. Entorn del 8,3% de les famílies i el 7,4% de la població estaven per davall del llindar de pobresa.

## Poblacions més properes
El següent diagrama mostra les poblacions més properes.